# Carta geológica
Carta geológica é um mapa onde são encontradas informações geológicas. Devem ser mostradas informações sobre o que está por baixo da superfície terrestre. É possível, então, representar numa carta geológica o seguinte:
- Tipo, idade relativa e localização das diferentes formações geológicas;
- Tipo e localização do contacto entre os diferentes tipos de litologia;
- Tipo e localização dos depósitos de superfície;
- Direcção e inclinação das rochas estratificadas;
- Tipo e localização de aspectos relacionados com a deformação das rochas;
- Base topográfica que serve de apoio à cartografia geológica.

As cartas geológicas de hoje devem também representar a coluna estratigráfica, que relaciona as várias unidades em termos cronológicos, colocando em evidência o tipo de contacto e a eventual existência de descontinuidade entre elas e o(s) perfil(s) interpretativo(s) definido(s) segundo direcções que permitem uma melhor interpretação das principais estruturas geológicas existente em certa região.
Cartas geoglógicas são úteis para a prospecção e exploração de recursos energéticos, minerais e exploração de águas subterrâneas; a selecção e caracterização de locais para a implantação de grandes obras de engenharia; estudos de caracterização e preservação do ambiente; estudos de previsão e de prevenção de fenómenos naturais, como, por exemplo, actividade sísmica e vulcânica e estudos científicos.